# Templiers en Écosse
L'installation des Templiers en Écosse remonte à la rencontre en 1128 entre David Ier d'Écosse et Hugues de Payns, le fondateur de l'ordre, qui voit le roi octroyer la terre de Balantrodoch (en) (ou Balantrodach) à celui-ci, soit une année avant le concile de Troyes qui officialise la création de l'ordre du Temple. Cette première possession de l'ordre hors de terre sainte est située dans le Lothian.
Cette commanderie devient le siège de l'ordre en Écosse et prend le nom de Temple (en).
En 1189, Alan fitz Walter (1140-1204), le deuxième Lord High Steward d'Écosse devint bienfaiteur de l'ordre, et participa fortement à son expansion à travers l'Écosse. Il accompagna peut-être Richard Cœur de Lion lors de la troisième croisade, et serait revenu en Écosse en 1191.
La bulle Ad Providam de Clément V, qui ordonne la confiscation de tous les biens de l'ordre et leur dévolution aux Hospitaliers, n'est pas totalement appliquée, en particulier depuis que Robert Ier d'Écosse a été excommunié, il n'obéit plus au Pape. En 1312, les Templiers furent absous en Angleterre et en Écosse par Édouard Ier d'Angleterre, et réconciliés dans l'Église.

## Baillie d'Écosse
L'Écosse ne constituait pas une province de l'ordre mais une baillie dépendante de la province d'Angleterre avec comme commanderie principale celle de Balantrodoch. Les maîtres de la baillie d'Écosse étaient subordonnés au maître de la province d'Angleterre et participaient, au même titre que ceux d'Irlande, au chapitre provincial annuel.
Il n'y a que deux commanderies qui soient attestées en Écosse et leurs commandeurs respectifs sont les seuls templiers qui furent arrêtés dans ce royaume en janvier 1308. Walter de Clifton, alors commandeur de Balantrodoch ainsi que William Middleton, commandeur de Maryculter dont le procès se tient à Holyrood. Mais d'autres possessions sont également connues notamment par une charte de confirmation émanant d'Alexandre II d'Écosse en 1236 et par des actes relatifs aux deux commanderies citées précédemment :
- Possessions dans le Lothian (biens dépendant de Balantrodoch)
- Possessions dans l'Aberdeenshire (relatives à Maryculter)
- Maisons du Temple (ou simples fermes) de Falkirk[8], Glasgow[9] et North Inch (Nord de la ville de Perth)[8],[10].

| Commandeurs de Balantrodoch | Période   | Observations                                            |
| --------------------------- | --------- | ------------------------------------------------------- |
| fr. Robert                  | 1160      | [ 11 ]                                                  |
| fr. Ranulph Corbet          | 1174-1199 | (la) : Magister in terra regis Scottorum de domo Templi |
| fr. Hugues de Conyers       | c. 1233   | [ 11 ]                                                  |
| fr. Roger de Akiney         | 1278-1290 | [ 11 ]                                                  |
| fr. Brian de Jay            | 1286-1292 | [ 11 ]                                                  |
| fr. John de Sautre          | 1296      | [ 11 ]                                                  |
| fr. John de Husflete        | 1304-1306 | [ 11 ]                                                  |
| fr. Walter de Clifton       | 1306-1309 | [ 11 ]                                                  |

| Liens vers les listes régionales correspondantes |
| ------------------------------------------------ |
| \| Lothian Aberdeen · shire Renfrew · shire \|   |
| Lothian Aberdeen · shire Renfrew · shire         |

La charte d'Alexandre II laissant penser qu'il possédaient au moins une maison dans chacun des bourgs royaux d'Écosse à cette période et un document datant de 1296 montre que le maître de la baillie d'Écosse (Magister Militiae Templi in Scotia) était alors en possession de nombreuses terres dans les Sheriffdoms (en) (bourgs médiévaux) suivants,,:
- Edenburgh (Édimbourg)[N 2]
- Berewick (Berwick-upon-Tweed ou North Berwick ?)
- Rokesburgh (Roxburgh)
- Strivelyn (Stirling (ville) ?)
- Lanark
- Dumfres (Dumfries)
- Dunbretan (Dumbarton)
- Pebles (Peebles)
- Wyggeton (Wigtown)
- Foreys (Forres)
- Elgyn (Elgin)
- Claonanan (Clackmannan ?)[N 3]
- Rotherglen (Rutherglen)
- Forfare (Forfar)
- Kynros (Kinross)
- Oughtrardoner (Auchterarder ?)
- Kyncardyn (Kincardineshire)[N 4]
- Aberden (Aberdeen)
- Perth
- Fif (Fife)
- Are (Ayr)
- Bauf (Banff)
- Inrennys (Inverness ?)
- Crumbantyn[N 5]
- Dyngnale[N 5]
- Innervarn (Nairn ?)
- Selkirk.

L'année 1296 marque le début de la première guerre d'indépendance de l'Écosse, période qui selon certains historiens explique l'affaiblissement des templiers en Écosse et le peu d'hommes et de biens attestés au moment du procès de l'ordre du Temple.

## Le procès de l'ordre en Écosse
Pour un article plus général, voir Procès de l'ordre du Temple.
Lors du procès de l'ordre du Temple en Écosse, seuls les deux Templiers qui avaient été arrêtés en 1308 furent interrogés: Walter de Clifton et Guillaume de Middelton indiquèrent qu'ils étaient les seuls à porter l'habit de l'Ordre dans ce royaume et qu'ils n'avaient jamais assisté à la réception d'un nouveau frère dans une des commanderies d'Écosse. La première guerre d'indépendance débutée en 1296 et pendant laquelle les templiers prirent fait et cause pour le royaume d'Angleterre, en est peut-être la cause. Les interrogatoires se déroulèrent à l'abbaye de Holyrood. Certains auteurs mentionnent deux autres templiers qui auraient été en Écosse à cette période et qui se seraient enfuis, : John de Husflete et Thomas Totti, dont l'on retrouve la trace dans les rapports des interrogatoires en Angleterre ; cependant, les dernières publications sur ce sujet n'en font pas état.

## Les Templiers en Écosse après 1312?
En Écosse, l'ordre de Clément V de confisquer tous les biens des Templiers n'est pas totalement appliqué, en particulier après l'excommunication de Robert Ier d'Écosse en 1318. Dès 1310, ils sont absous en Angleterre et en Écosse par Édouard II d'Angleterre, et réconciliés dans l'Église.
Différentes thèses voient alors le jour sur le devenir des Templiers après 1312, car, ayant été absous en Écosse, ils auraient pu y fonder un nouvel ordre similaire à l'ordre du Christ au Portugal. Mais aucun document (charte, acte, etc.) ne mentionne les Templiers à partir de cette date, ce qui permet aux historiens, comme L.D. Cooper, d'affirmer que les Templiers ont repris une vie conventuelle au sein d'établissements religieux.

### Survivance des Templiers
Aucune preuve historique ne permet d'affirmer la survivance de l'ordre du Temple en Écosse. La rumeur dit que Mgr William de Lamberton (évêque de St Andrews) aurait accordé en 1311 sa protection aux Templiers, mais la chose est incertaine, d'autant qu'à cette époque Guillaume de Lamberton avait juré fidélité au roi Anglais Edouard II, et agissait en tant que diplomate anglais.
La thèse selon laquelle de nombreuses traces templières auraient été laissées en Écosse après 1312, dans le cimetière de Kilmartin par exemple, dans le village de Kilmory (en), ou encore dans la Rosslyn Chapel bâtie en 1440, est infirmée par les historiens actuels. Les tombes du cimetière de Kilmartin étant ouvragées, elles ne correspondent pas aux "standards" des sépultures de l'ordre, et ont été depuis identifiées comme celles de croisés de retour de Palestine ou des croisades baltes, quant à la chapelle de Rosslyn, elle fut édifiée en 1440, soit plus de cent ans après leur disparition, anachronisme flagrant.
L'existence d'un « ordre de Saint-Jean et du Temple » (hospitaliers et templiers réunis) en Écosse est également supposée, mais non avérée. L'Ordre de Saint-Jean de Jérusalem semble disparaître réellement d'Écosse en 1563, à la suite de la réforme écossaise et après la conversion de James Sandilands (en), son dernier précepteur, à l'anglicanisme. Ce dernier obtint en contrepartie le titre de comte de Torpichen (en) dès 1564 (1er du nom).

### La bataille de Bannockburn
En 1314, des chevaliers templiers auraient aidé Robert Bruce à remporter la bataille de Bannockburn contre les Anglais, mais leur présence au sein de cette bataille est controversée. En récompense Robert Bruce les auraient protégés en les intégrant à un nouvel ordre secret.
L'hypothèse d'une participation des Templiers à cette bataille figure dans un ouvrage de Baigent et Leigh, mais ces deux auteurs ne sont pas des historiens. Elle est également abordée dans un ouvrage d'Evelyn Lord, The Knights Templar in Britain.
Le professeur Robert L.D. Cooper, documents à l’appui, démonte cependant cette hypothèse, qui aurait en partie nourri le roman Da Vinci Code, et qui aurait été inventée par les francs-maçons d'Écosse en 1843. C'est également l'opinion des historiens médiévistes qui se sont penchés en 2010 sur ce sujet.

### Lien avec la franc-maçonnerie écossaise
Le lien parfois évoqué entre Templiers et francs-maçons prend un sens particulier en Écosse, et serait même visible au sein de la Rosslyn Chapel, si l'on en croit certaines études faites sur les liens entre l'Ordre du Temple et la famille Sinclair d'une part, et entre la franc-maçonnerie spéculative et Sir William puis ses descendants, d'autre part, nommés Grands Maîtres maçons de père en fils dès 1441, par le roi Jacques II d'Écosse... ce qui est hautement improbable car Jacques II avait 11 ans à l'époque et était prisonnier de William Crichton, il ne fut libéré qu'en 1443.
Selon un opuscule édité par la Grande Loge d’Écosse en 2000, la connexion entre les maçons opératifs et les Saint-Clair de Roslin aurait commencé aux environs de 1601, quand les maçons d'Écosse ont officiellement reconnu William, comte de Roslin, comme étant leur "patron et protecteur". Ce fait est connu par la "Première Charte des Saint-Clair". Vers 1628, les maçons écossais ont renouvelé leur reconnaissance envers le fils du comte, également nommé William, et cette "Seconde Charte des St-Clair" est similaire.
Ces hypothèses sont cependant vivement contestées par l'historien écossais Robert Cooper dans un ouvrage paru en 2011.
Mais c'est surtout la Stricte Observance templière du baron von Hund (1722-1776) qui, à partir de 1750, va populariser l'idée au sein de la franc-maçonnerie. Une nouvelle légende prend forme, en partie basée sur la Deuxième Section, en partie remodelée :

« Après la catastrophe, le Grand Maître provincial d'Auvergne, Pierre d'Aumont, s'enfuit avec deux commandeurs et cinq chevaliers. Pour n'être pas reconnus, ils se déguisèrent en ouvriers maçons et se réfugièrent dans une île écossaise où ils trouvèrent le grand commandeur Georges de Harris et plusieurs autres frères, avec lesquels ils résolurent de continuer l'Ordre. Le jour de la Saint-Jean 1313, ils tinrent un chapitre dans lequel Aumont, premier du nom, fut nommé Grand Maître. Pour se soustraire aux persécutions, ils empruntèrent des symboles pris dans l'art de la maçonnerie et se dénommèrent Francs-Maçons. [...] En 1631, le Grand Maître du Temple transporta son siège à Aberdeen et par la suite l'Ordre se répandit, sous le voile de la Franc-maçonnerie, en Italie, en Allemagne, en Espagne et ailleurs. »

Cette légende permettrait de relier les Templiers avec les origines écossaises de la franc-maçonnerie. La branche française, le Rite écossais rectifié, est fondée en 1778 à Lyon par Jean-Baptiste Willermoz, qui reprend la légende dans le discours inaugural des Chevaliers Bienfaisants de la Cité Sainte.
Le caractère historique de la filiation templière fut cependant rejeté lors du Convent de Wilhelmsbad en 1782, pour devenir "symbolique" et "spirituel" au sein du Rite écossais rectifié.
A noter que Pierre d'Aumont a bel et bien existé, mis à part qu'il avait 3 ans en 1313, et ne fut jamais Grand Maître provincial d'Auvergne, mais juste un seigneur d'Auvergne. Quant à Georges de Harris, ce franc-maçon fut anobli en 1765 et le titre créé pour lui (il n'y a pas de De Harris avant lui). Georges Harris était un proche de Von Hund, Georges, son père, était vicaire de Brasted, dans le Kent.